# Пантеон ацтекських богів
Пантеон ацтекських богів складався з безлічі божеств, яких дослідники умовно об'єднали в кілька груп. До першої, найбільш давньої за своїм походженням, відносяться боги стихій і родючості (Тлалок, Тласольтеотль, Чикомекоатль, Коатлікуе та ін.).
У другу входять троє великих богів, які відігравали головну роль у пантеоні: Уїцилопочтлі, Тецкатліпока і Кетцалькоатль. Третя об'єднує богів зірок і планет: Тонатіу, бога місяця — Мецтлі, Мішкоатля, бога планети Венера — Тлауіскальпантекутлі, зоряних богів півночі — Кенцон-Мімішкоа та ін. До четвертого належать боги смерті і пекла Міктлантекутлі, його дружина Міктекакіуатль, Тлальтекутлі та ін. Досить численні божества п'янкого напою октлі, виготовленого з агави: Майяуель, Патекатль та ін.
До останньої групи належать боги-творці: Тлоке-Науаке, Ометекутлі, Тонакатекутлі і його дружина Тонакакіуатль, які формально очолювали пантеон ацтеків. Більшість божеств мала антропоморфний вигляд; лише у деяких були офіоморфние (змієподібні) і теріоморфні риси.

### Список богів
- Аколмістлі (науатль Acolmiztli) — ацтекський бог підземного світу. Інше ім'я Аколнауакатль.
- Амімітль (науатль Amimitl) — бог озер та рибалок.
- Атлакойя (науатль Atlacoya) — богиня посухи.
- Атлауа (науатль Atlaua) — «Володарь вод», могутній бог води. Асоціюється зі стрілою (атлатль). Також є богом-покровителем рибалок.
- Айаутеотль (науатль Ayauhtéotl) — богиня інею та туману, що спостерігаються тільки вночі або рано вранці. Асоціюється з марнославством та знаменитістю.
- Ехекатль (науатль Ehecatl) — бог вітру.
- Іштлільтон (науатль Ixtlilton) — «Чорне личко», богиня медицини, здоров'я та зцілення, а також свят та ігор. Їй відбувалися жертвопринесення, коли дитина починала говорити; хворих дітей лікували водою з глеків, що стояли перед статуєю Іштлільтон.
- Іцлі (науатль Itzli) — бог кам'яного ножа та жертвоприношень.
- Іцпапалотль (науатль Itzpapalotl) — обсидіановий метелик, богиня долі та повелителька духів ціцимітль[en].
- Камаштлі (науатль Camaxtli) — бог війни, полювання та долі. Творець вогню.
- Кецалькоатль (науатль Quetzalcoatl) — «Пернатий змій». Бог життя, світла і мудрості, король вітрів, правитель Заходу.
- Коатлікуе (науатль Coatlicue) — «Вона в сукні із змій». Богиня землі, вогню, життя, смерті та відродження. Мати богів та зірок південного неба.
- Койольшаукі (науатль Coyolxauhqui) — «Золоті дзвіночки». Богиня землі та Місяця. Контролює 400 божеств зірок Уіцнауна. Володіє магічною силою, здатною завдати колосальної шкоди.
- Кочіметль (науатль Cochimetl) — бог комерції, покровитель торговців, купців.
- Макуїльшочітль (науатль Macuilxochitl) — «5 квітка». Бог музики та танців. Бог весни, любові та веселощів, покровитель мистецтв. Інше ім'я — Шочіпіллі.
- Малінальшочі (науатль Malinalxochi) — сестра Уіцілопочтлі. Має владу над скорпіонами, зміями та іншими істотами пустель, що жалять та кусають.
- Майауаль (науатль Mayáhuel (Mayahual, Mayóuel)) — спочатку одна з богинь родючості, що дарувала людям алкогольний напій октлі.
- Мецтлі (науатль Metztli (Metztli, Tecuciztécatl, Tecciztecatl)) — «Місяць», ацтекське божество місяця, ночі і землеробів, покровитель врожаю, іноді ототожнюється з Тескатліпокою, а також з богом Тексистекатлем і з богинями місяця Койоль.
- Міктлантекутлі (науатль Mictlantecuhtli) — «Пан Міктлана». Бог мертвих, правитель підземного царства Міктлан. Вважається володарем Півночі
- Міктлансіуатль (науатль Mictlancihuatl) — богиня мертвих, правителька підземного царства, дружина Міктлантекутлі.
- Мішкоатль (науатль Mixcóatl) — «Хмарний Змій», або Отже Мішкоатль «Білий хмарний змій», божество Чумацького Шляху, зірок, особливо Полярної зірки, персоніфікацією якої він був, та хмар.
- Нанауацін (науатль Nanauatzin) — ацтекський бог, який на початку П'ятої епохи світу кинувся у вогонь, ставши Сонцем.
- Ометеотль (науатль Ometeotl) — божество протилежностей. Поєднував у собі і жіночий і чоловічий початок.
- Омакатль (науатль Omacatl) — «2 тростини». Бог свят та задоволень. Є одним із аспектів Тескатліпоки. На одному з свят робили з маїсу фігурку бога, а потім з'їдали її.
- Опочтлі — бог риболовлі та лов птахів,
- Патекатль (науатль Patecatl) — покровитель медицини.
- Пільцинтекутлі — бог видінь, пов'язаних з Меркурієм (планетою, яка видна безпосередньо перед сходом або заходом сонця) і зцілення.
- Сентеотль (науатль Centeotl) — бог кукурудзи.
- Сенцон Мімішко — 400 північних зірок.
- Сенцон Тоточтін (науатль Centzon Totochtin) — «400 кролів». Група розпусних і пиячних божеств.
- Сенцон Уіцнауа (науатль Centzonuitznaua) — 400 південних зірок. Є братами бога-сонця Уіцілопочтлі, які виступили проти нього.
- Сітлалатонак (науатль Citlalatonac) — бог-творець. Зі своєю дружиною Сітлалікуе створив зірки. Є однією з іпостасей Тонакатекутлі.
- Сітлалікуе (науатль Citlalicue) — «Одяг із зірок». Богиня-творець. Дружина Сітлалатонака.
- Сіукоатль (науатль Ciucoatl) — «Жінка-змія». богиня землі, дітонародження та війни. Володарка демонів сіутеотео та мати Мішкоатля.
- Тлалок (науатль Tlaloc) — бог дощу, блискавки, грому та врожаю. Коли гнівався він насилав негоду, яка нищила врожай.
- Тлальтекутлі (науатль Tlaltecuhtli) — «Владика землі», чудовисько, що втілює землю.
- Тласольтеотль (науатль Tlazoltéotl) — «Пожирателька бруду (екскрементів)». Богиня землі, родючості, сексу, сексуальних гріхів і покаяння (звідси її ім'я: пожираючи бруд, вона очищає людство від гріхів); володарка ночі. Отримала вона своє ім'я згідно з легендою так — одного разу вона прийшла до вмираючої людини, яка зізналася у своїх гріхах, і вона очистила його душу, з'ївши весь «бруд». Вважалася покровителькою грішників.
- Тлауїцкальпантекутлі (науатль Tlahuizcalpantecuhtli) — «Володар ранкової зорі (світанку)». Бог ранкової зірки — планети Венери. Вважається, що він виступав ще одним утіленням Кецалькоатля.
- Тонатіу (науатль Tonatiuh) — бог пятого сонця.
- Тонакатекутлі (науатль Tonacatecuhtli) — «Пан нашого існування». Бог, який дає людям їжу. Привніс у світ порядок (коли його було створено), розділивши море і землю. Разом зі своєю дружиною Тонакасіуатль вважалися творцями світу, першою божественною та людською парою, батьками Кетцалькоатля, володарями Омейокана — найвищого (13-го) неба.
- Тонакасіуатль (науатль Tonacacihuatl) — «Володарка нашого буття». Богиня родючості, дружина бога-творця Тонакатекутлі. асоціюється з Омесіуатль.
- Тосі (науатль Toci) — богиня здоров'я.
- Теояомкуї (науатль Teoyaomqui) — покровитель мертвих воїнів, вважався, також, солярним божеством.
- Тепейоллотль (науатль Tepeyollotl) — «Серце гір». Бог гір, печер та землетрусів, вважався богом восьмої години дня
- Тескатліпока (науатль Tezcatlipoca) — «Димляче дзеркало». Бог провидіння, темряви та невидимого, владика ночі, правитель Півночі.
- Уіцілопочтлі (науатль Huitzilopōchtli) — «Колібрі лівого боку». Бог війни, сонця та вогню, правитель Півдня.
- Уїштосіуатль — богиня солі.
- Чальчіутлікуе (науатль Chalchiuhtlicue) — «Та, у якої спідниця з нефриту». Богиня води, озер, річок, морів, струмків, горизонтальних вод та штормів.
- Чантіко — богиня печі та вулканів.
- Чикомешочтлі (науатль Chicomexochtli) — покровитель художників.
- Чиконауї (науатль Chiconahui) — богиня домівки, хранителька сімей.
- Шилонен (науатль Xilonen) — «Мати молодого маїсу», богиня молодої кукурудзи, покровителька бідняків. Її ще називають «покрита волоссям», натякаючи на ворсистий качан кукурудзи. У середині літа на її честь приносили в жертву людей, щоб умилостивити її та зібрати добрий урожай маїсу. Вона — дружина Тескатліпокі. Зображувалася у вигляді дівчини, одягненої у жовто-червону сукню.
- Шиукоатль (науатль Xiuhcoatl) — «Вогнянна змія». Уособлення посухи та випаленої землі.
- Шочикецаль (науатль Xochiquetzal) — «Квіткове перо». У міфології ацтеків — богиня кохання, квітів, родючості, вагітності, домашніх справ. Богиня землі, квітів, рослин, ігор та танців, але здебільшого — богиня кохання. Заступає ремісникам, повіям, вагітним жінкам та дітородінню. Спочатку її асоціювали з місяцем. Вона найчарівніша в ацтекському пантеоні, та її оточення складається з метеликів і птахів.
- Шіпе-Тотек (науатль Xipe Totec) — «Той, з обдертою шкірою». Бог сили, володарь сезонів, правитель сходу.
- Шіутекутлі — бог вогню, дня, тепла та вулканів.
- Шолотль (науатль Xolotl) — бог грози та смерті, також вечірньої зірки. Покровитель близнюків та гри в мяч. Брат-близнюк Кецалькоатля. Супруводжував та охороняв сонце на початку дня.
- Якатекутлі (науатль Yacatecuhtli) — бог-покровитель мандрівників.

### Класифікація за сферою впливу

#### Земля
- Шіпе-Тотек
- Сіукоатль
- Іламатекутлі
- Тонакатекутлі
- Тонакасіуатль
- Шилонен
- Сентеотль
- Коатлікуе
- Майауаль
- Тлальтекутлі

#### Небо
- Мішкоатль
- Тескатліпока
- Шіпе-Тотек
- Кецалькоатль
- Уіцілопочтлі
- Шолотль
- Ехекатль
- Тлалок
- Койольшаукі
- Мецтлі
- Тонатіу
- Сенцон Тоточтін
- Сенцон Мімішко
- Сенцон Уіцнауа
- Тлауїцкальпантекутлі
- Нанауацін

#### День
- Тлальтекутлі
- Чальчіутлікуе
- Тонатіу
- Сентеотль
- Тлалок
- Кецалькоатль
- Тлауїцкальпантекутлі
- Шіутекутлі
- Нанауацін
- Теояомкуї
- Тепейоллотль
- Шолотль

#### Ніч
- Тескатліпока
- Пільцинтекутлі
- Міктлантекутлі
- Чальчіутлікуе
- Тласольтеотль
- Тепейоллотль
- Тлалок
- Айаутеотль

#### Вогонь
- Шіутекутлі
- Камаштлі
- Чантіко
- Шолотль

#### Вода
- Тлалок
- Атлауа
- Чальчіутлікуе
- Уїштосіуатль
- Опочтлі
- Амімітль

#### Покровителі
- Коатлікуе
- Шочикецаль
- Атлауа
- Амімітль
- Іцпапалотль
- Тласольтеотль
- Опочтлі
- Кочіметль
- Патекатль
- Теояомкуї
- Тосі
- Чикомешочтлі
- Чиконауї
- Якатекутлі
- Іштлільтон
- Макуїльшочітль
- Омакатль
- Шилонен

#### Смерть
- Міктлантекутлі
- Міктлансіуатль
- Коатлікуе
- Шолотль
- Теояомкуї
- Аколмістлі
- Атлакойя
- Шиукоатль